# Palmas (Tocantins)
Pour les articles homonymes, voir Palmas.
Palmas est une ville brésilienne, capitale de l'État du Tocantins. Située à 230 mètres d'altitude, elle est la dernière des villes brésiliennes planifiées en vue d'être une capitale d'État. Palmas fut inaugurée le 1er janvier 1990, un peu plus d'un an après la création de l'État du Tocantins qui eut lieu le 5 octobre 1988 avec l'entrée en vigueur de la nouvelle Constitution du Brésil.
Avec 302 692 habitants, Palmas est la plus petite capitale d'État du pays, précédée par Vitória, capitale de l'Espírito Santo (369 534 habitants) (estimations 2021 - IBGE).
La ville a la particularité de posséder la troisième plus grande place publique du monde baptisée place des Tournesols (Praça dos Girassóis) qui totalise 570 000 m2, ceci après la place Xinghai en Chine et la place Merdeka de Jakarta en Indonésie, et avant la place Tian'anmen de Pékin en Chine.